# Goudou
Goudou är en ort i Burkina Faso.   Den ligger i regionen Centre-Sud, i den centrala delen av landet, 60 km söder om huvudstaden Ouagadougou. Goudou ligger 316 meter över havet och antalet invånare är 770.
Terrängen runt Goudou är platt. Närmaste större samhälle är Tuili, 19,0 km nordväst om Goudou.
Omgivningarna runt Goudou är en mosaik av jordbruksmark och naturlig växtlighet. Runt Goudou är det ganska tätbefolkat, med 56 invånare per kvadratkilometer.